# ریدورک کراسینگ (ویرجینیای غربی)
ریدورک کراسینگ (به انگلیسی: Redrock Crossing) یک منطقهٔ مسکونی در ایالات متحده آمریکا است که در شهرستان مورگان، ویرجینیای غربی واقع شده‌است.